# インフィニティ国際学院
インフィニティ国際学院（インフィニティこくさいがくいん）は、小中高一貫校のオルタナティブスクールである。創設者兼学院長は、インフォプラント（現・マクロミル）創業者で八戸学院大学元学長の大谷真樹。

## 概要
2019年に高等部が設立され、その後2022年に初等部・中等部も開校した。中等部・高等部は全寮制であり、また高等部は3年間固定されたキャンパスを持たず、国内外の拠点を移動して学んでいくことが特徴であることから、「ミネルバ大学の高校版」と表現されることもある。
学校教育法第一条に定められた学校（一条校）ではないため、独自の学びのカリキュラムを展開することが可能となっている。初等部・中等部では、生徒の住民票がある公立学校に在籍したまま、インフィニティ国際学院に通う。公立学校とインフィニティ国際学院が連携することで、出席扱いを認めてもらう。また、高等部は、教育提携校八洲学園大学国際高等学校のサポート校として運営しているため、八洲学園大学国際高等学校の規定の単位を修得した生徒は、日本の高校卒業資格を取得することが可能である。このような学び方の類似校として、THINK Global Schoolやミネルバ大学が挙げられる。
中等部・高等部は株式会社インフィニティグローバルスクールが運営し、初等部はインターナショナルプリスクールキンダーキッズがプロデュース・運営している。

## 沿革
- 2019年4月 - 高等部（国内外）を開校[2]。
- 2021年10月18日 - 北海道上川町と包括連携協定を締結[3]。
- 2022年
  - 4月 - 初等部（大阪府天王寺）・中等部（北海道上川町、鹿児島県奄美大島）を開校。
  - 10月6日 - 鹿児島県大和村と包括連携協定を締結[4]。

## 教育の特徴

### 高等部
高等部は、国内・海外多拠点移動型の仕組みを特徴とする。1・2年次は、学院が定めるテーマに沿った国と地域で、プロジェクトを実践しながら生活（拠点とテーマは、2～3ヶ月ごとに変わる）。3年次は、オーダーメイドカリキュラム制度を活用し、自分の描くビジョンに合わせて学ぶ内容、過ごす場所を決めることができる。
国内、海外問わず様々な世界へ足を運ぶことで、世界の文化・歴史・政治を知り、目の前の現状に「なぜ」つながっているのかを考える。加えて、様々な環境での出会いや共同生活から、自分自身を客観的に見つめる力、多様性を理解する力を身につける。多様な世界観を知ることで、自信のキャリアイメージを膨らませることができるとともに、プロジェクト型の学習で、幅広い問題解決の手法を学ぶ。

### 中等部
中等部は、日本の国立公園と世界自然遺産の中で、共同生活を通じて生きるための8つのコアスキルを身につけていく。メインの拠点は大雪山の麓に位置する北海道上川町と鹿児島県・奄美大島の大和村であり、両キャンパスを一定期間滞在し、移動する。両自治体とは包括連携協定を締結しており、町全体の教育を舞台とする「タウンキャンパス」構想に基づき、町全体を学びのフィールドと見立て、様々なアクティビティを地域の様々な場所で行っていく。文字通り生徒も地域の一員として多くの人と関わりながら、教室だけでは学ぶことが出来ない人間的な成長を目指す。
また、中学生から親元を離れ集団生活を送ることで、自己管理能力を高めるだけではなく かけがえのない仲間との出会いを通じで社会性を育てることも目指している。

### 初等部
初等部は、「みんなが幸せになるための学校」をコンセプトにした通学型オルタナティブスクールである。英・日・中国語の3ヶ国語や、無学年能力別授業など、8つのユニークなプログラムを軸に「世界中どこにいても幸せに生きられる」子どもの育成を理念としている。授業で使用する言語を学習教科により分けて行っており、専門の教科を教える講師の他にチューターがレッスン中の生徒や講師のサポートをしている。